# Udonis Haslem
Udonis Johneal Haslem  (Miami, 1980. június 9. –) amerikai profi kosárlabdázó, aki visszavonulása előtt egész NBA-pályafutása során a Miami Heat játékosa volt. Haslem a főiskolai kosárlabdacsapatban is játszott a Floridai Egyetemen, ahol a Florida Gators kulcsembere volt. Elsőnek profiként Franciaországban játszott egy évet, majd a Miami Heat igazolta ingyen, 2003-ban. Háromszoros NBA-bajnok a Miami Heat színeiben, a csapat történetében leghosszabb ideig játszó játékos.
Utolsó szezonja utolsó mérkőzésén ő lett az első 42 éves játékos a liga történetében, aki legalább 24 pontot tudott szerezni. Ez egyben a legsikeresebb mérkőzése volt 2009 óta. 2023-ban jelentette be visszavonulását.

## Statisztika

### Egyetem
| Év      | Csapat         | JM  | KM | JP/M | MG%  | 3P%  | BD%  | LP/M | GP/M | L/M | B/M | P/M  |
| ------- | -------------- | --- | -- | ---- | ---- | ---- | ---- | ---- | ---- | --- | --- | ---- |
| 1998–99 | Florida Gators | 31  | —  | 21,3 | .603 | .000 | .592 | 5,0  | 0,8  | 0,7 | 0,7 | 10,5 |
| 1999–00 | Florida Gators | 37  | —  | 22,4 | .579 | —    | .639 | 5,1  | 0,9  | 0,8 | 0,8 | 11,8 |
| 2000–01 | Florida Gators | 31  | 31 | 28,1 | .597 | —    | .709 | 7,5  | 1,0  | 0,8 | 1,0 | 16,8 |
| 2001–02 | Florida Gators | 31  | 31 | 28,3 | .562 | .000 | .694 | 8,3  | 1,6  | 0,9 | 1,3 | 16,0 |
| Karrier | Karrier        | 130 | 62 | 24,9 | .584 | .000 | .666 | 6,4  | 1,1  | 0,8 | 0,9 | 13,7 |

### NBA

#### Alapszakasz
| Év         | Csapat     | JM  | KM  | JP/M | MG%   | 3P%  | BD%   | LP/M | GP/M | L/M | B/M | P/M  |
| ---------- | ---------- | --- | --- | ---- | ----- | ---- | ----- | ---- | ---- | --- | --- | ---- |
| 2003–2004  | Miami Heat | 75  | 24  | 23,9 | .459  | .000 | .765  | 6,3  | 0,7  | 0,4 | 0,3 | 7.3  |
| 2004–2005  | Miami Heat | 80  | 80  | 33,4 | .540  | .000 | .791  | 9,1  | 1,4  | 0,8 | 0,5 | 10.9 |
| 2005–2006† | Miami Heat | 81  | 80  | 30,8 | .508  | .000 | .789  | 7,8  | 1,2  | 0,6 | 0,2 | 9.3  |
| 2006–2007  | Miami Heat | 79  | 79  | 31,4 | .492  | .000 | .680  | 8,3  | 1,2  | 0,6 | 0,3 | 10.7 |
| 2007–2008  | Miami Heat | 49  | 48  | 36,8 | .467  | —    | .810  | 9,0  | 1,4  | 0,8 | 0,4 | 12.0 |
| 2008–2009  | Miami Heat | 75  | 75  | 34,1 | .518  | —    | .753  | 8,2  | 1,1  | 0,6 | 0,3 | 10.6 |
| 2009–2010  | Miami Heat | 78  | 0   | 27,9 | .494  | —    | .762  | 8,1  | 0,7  | 0,4 | 0,3 | 9.9  |
| 2010–2011  | Miami Heat | 13  | 0   | 26,5 | .512  | —    | .800  | 8,2  | 0,5  | 0,5 | 0,2 | 8.0  |
| 2011–2012† | Miami Heat | 64  | 10  | 24,8 | .423  | —    | .814  | 7,3  | 0,7  | 0,5 | 0,4 | 6.0  |
| 2012–2013† | Miami Heat | 75  | 59  | 18,9 | .514  | —    | .711  | 5,4  | 0,5  | 0,4 | 0,2 | 3.9  |
| 2013–2014  | Miami Heat | 46  | 18  | 14,2 | .507  | —    | .568  | 3,8  | 0,3  | 0,2 | 0,3 | 3.8  |
| 2014–2015  | Miami Heat | 62  | 25  | 16,0 | .448  | .200 | .703  | 4,2  | 0,7  | 0,3 | 0,2 | 4.2  |
| 2015–2016  | Miami Heat | 37  | 0   | 7,0  | .337  | .111 | .750  | 2,0  | 0,4  | 0,1 | 0,1 | 1.6  |
| 2016–2017  | Miami Heat | 16  | 0   | 8,1  | .478  | .000 | .600  | 2,3  | 0,4  | 0,4 | 0,1 | 1.9  |
| 2017–2018  | Miami Heat | 14  | 0   | 5,1  | .200  | .125 | .500  | 0,7  | 0,4  | 0,0 | 0,1 | .6   |
| 2018–2019  | Miami Heat | 10  | 1   | 7,4  | .333  | .000 | .750  | 2,7  | 0,2  | 0,0 | 0,0 | 2.5  |
| 2019–2020  | Miami Heat | 4   | 1   | 11,0 | .364  | .333 | .750  | 4,0  | 0,3  | 0,0 | 0,0 | 3.0  |
| 2020–2021  | Miami Heat | 1   | 0   | 3,0  | 1.000 | —    | —     | 1,0  | 0,0  | 0,0 | 0,0 | 4.0  |
| 2021–2022  | Miami Heat | 13  | 0   | 6,4  | .452  | .250 | 1.000 | 1,9  | 0,3  | 0,1 | 0,1 | 2.5  |
| 2022–2023  | Miami Heat | 7   | 1   | 10,1 | .345  | .333 | .800  | 1,6  | 0,0  | 0,1 | 0,3 | 3.9  |
| Karrier    | Karrier    | 879 | 501 | 24,7 | .489  | .127 | .756  | 6,6  | 0,8  | .5  | 0,3 | 7.5  |

#### Rájátszás
| Év      | Csapat  | JM  | KM | JP/M | MG%  | 3P%  | BD%  | LP/M | GP/M | L/M | B/M | P/M |
| ------- | ------- | --- | -- | ---- | ---- | ---- | ---- | ---- | ---- | --- | --- | --- |
| 2004    | Miami   | 13  | 0  | 15,3 | .394 | —    | .677 | 3,4  | 0,2  | 0,4 | 0,2 | 3,6 |
| 2005    | Miami   | 15  | 15 | 36,2 | .491 | —    | .739 | 10,0 | 1,0  | 0,5 | 0,4 | 9,2 |
| 2006†   | Miami   | 22  | 22 | 29,5 | .493 | .000 | .683 | 7,4  | 0,8  | 0,6 | 0,3 | 8,6 |
| 2007    | Miami   | 4   | 4  | 25,8 | .480 | —    | .750 | 5,3  | 1,0  | 0,3 | 0,5 | 7,5 |
| 2009    | Miami   | 7   | 7  | 29,1 | .543 | —    | .900 | 8,7  | 0,4  | 0,4 | 0,4 | 8,4 |
| 2010    | Miami   | 5   | 0  | 28,4 | .351 | —    | .667 | 7,4  | 0,8  | 0,2 | 0,2 | 6,0 |
| 2011    | Miami   | 12  | 0  | 24,2 | .397 | —    | .900 | 4,5  | 0,8  | 0,5 | 0,3 | 5,3 |
| 2012†   | Miami   | 22  | 11 | 20,5 | .455 | —    | .743 | 6,4  | 0,6  | 0,2 | 0,3 | 4,8 |
| 2013†   | Miami   | 22  | 19 | 16,2 | .593 | —    | .571 | 3,6  | 0,3  | 0,7 | 0,2 | 5,0 |
| 2014    | Miami   | 16  | 6  | 10,6 | .459 | —    | .600 | 2,6  | 0,3  | 0,1 | 0,2 | 2,5 |
| 2016    | Miami   | 9   | 0  | 9,4  | .533 | —    | .714 | 3,4  | 0,4  | 0,0 | 0,1 | 2,3 |
| Karrier | Karrier | 147 | 84 | 21,7 | .480 | .000 | .713 | 5,6  | 0,6  | 0,4 | 0,3 | 5,7 |